# Cyrkulator (akwarystyka)
Cyrkulator (też: pompa cyrkulacyjna, falownik) – urządzenie mechaniczne montowane na ściance akwarium, którego zadaniem jest wymuszanie ruchu wody w zbiorniku realizowane poprzez pracę wbudowanego wirnika. Dostępne są urządzenia o różnej budowie i funkcjach, od najprostszych urządzeń obracających wirnikiem ze stałą prędkością i mocą, aż do bardziej zaawansowanych, które dzięki pracy przerywanej potrafią wytwarzać efekt falowania tafli wody (tzw. falowniki).
Urządzenie stosowane jest w akwariach biotopowych, dla których w naturalnych warunkach występują prądy, pływy lub duże ruchy mas wody. Najbardziej powszechnymi typami takich akwariów są akwaria morskie, biotopu Malawi oraz Tanganiki czy biotopy rzek. Głównym zadaniem cyrkulatorów jest wytworzenie powtarzalnego ruchu wody w celu wyeliminowania tzw. „martwych” stref nieruchomej wody zapewniając właściwą dystrybucję pierwiastków, substancji odżywczych oraz minerałów w zbiorniku. W przypadku akwariów morskich dodatkowym celem wymuszonej cyrkulacji jest umożliwienie prawidłowego odżywiania korali.